# Fastiv
Fastiv (tiếng Ukraina: Фастів) là một thành phố của Ukraina. Thành phố này thuộc tỉnh Kiev. Thành phố này có diện tích ? km², dân số theo điều tra dân số năm 2001 là 51.976 người.